# مکتب تانجاوور
الگو:Infobox geographical indication
نقاشی تانجاوور (انگلیسی: Thanjavur painting) یا مکتب تانجاوور، یک سبک نقاشی کلاسیک در جنوب هند است که از شهر تانجاوور (به انگلیسی Tanjore) در تامیل نادو نشات گرفته است. این شکل هنری منابع و الهامات فوری خود را از حدود سال ۱۶۰۰ پس از میلاد می‌گیرد، دوره ای که نایاکای تانجاوور تحت فرمانروایی ویجایاناگارا رایاها هنر - عمدتاً رقص و موسیقی کلاسیک - و همچنین ادبیات را به هر دو زبان زبان تلوگو و زبان تامیلی در موضوعات هندو مذهبی در معابد تشویق می‌کردند. با این حال، می‌توان با خیال راحت حدس زد که نقاشی تانجاوور، همان‌طور که اکنون می‌شناسیم، در دربار ماراتای تانجاوور (۱۶۷۶–۱۸۵۵) سرچشمه گرفته است.